# Megastethodon maritimus
Megastethodon maritimus är en insektsart som beskrevs av Victor Lallemand 1927. Megastethodon maritimus ingår i släktet Megastethodon och familjen spottstritar. Inga underarter finns listade i Catalogue of Life.